# ميخائيل مورين
ميخائيل مورين (بالإنجليزية: Michael Morin)‏ هو سياسي أمريكي، ولد في 1965. حزبياً، نشط في الحزب الديمقراطي.